# Titanul simbionic
Titanul simbionic (în engleză Sym-Bionic Titan) este un serial de animație american creat de Genndy Tartakovsky, Bryan Andrews și Paul Rudish pentru Cartoon Network (în a patra colaborare a lui Tartakovsky cu postul de televiziune). Serialul se concentrează pe un trio format din prințesa extraterestră Ilana, soldatul strict dar rebel Lance și robotul extraterestru Octus, care ajung pe Pământ și se pot combina ca să formeze Titanul simbionic.
O previzualizare a fost arătată în cadrul San Diego Comic-Con International în 2009, cu mai multe detalii fiind dezvăluite în cadrul upfrontului din 2010 al Cartoon Network. Serialul a avut premiera pe 17 septembrie 2010 și s-a încheiat pe 9 aprilie 2011 cu un total de 20 de episoade comandate de canal; Tartakovsky spera să aibă mai multe episoade, dar serialul nu a fost reînnoit din cauză că "nu a avut nicio jucărie care să fi avut legătură cu el".
Deși Titanul simbionic nu a fost făcut niciodată disponibil pe DVD în Statele Unite, toate cele 20 de episoade au fost valabile pentru cumpărare pe iTunes și Microsoft Store. Pe 7 octombrie 2012, serialul a început să fie redifuzat în blocul Toonami al Adult Swim alături de serialul din 2011 Felinele Fulger până ce Cartoon Network a anulat serialul din motive financiare în septembrie 2014. Serialul a fost mai târziu disponibil pe Netflix în 2019, dar a fost scos în decembrie 2020.
Premiera în România a fost pe 22 octombrie 2011 pe Cartoon Network, însă serialul a fost difuzat în primă parte pe Kanal D în luna decembrie al anului 2010.

## Despre serial
Titanul simbionic spune povestea a trei prieteni de pe Galaluna, Ilana, Lance și Octus, care au ajuns pe Pământ în încercarea de a scăpa de Generalul Modul, care le-a cucerit planeta.
Ilana este prințesa Galalunei, Lance este soldatul viteaz și rebel, însărcinat s-o apere cu orice preț, iar Octus... ei bine Octus este un robot extrem de util, care are răspuns la orice întrebare. Cei trei trebuie să-și schimbe stilul de viață, modul de a se îmbrăca și modul de a vorbi, pentru a semăna cât mai bine cu pământenii, mai exact cu noii lor colegi de la Liceul Sherman.
Din păcate, generalul Modul nu stă degeaba, așa că cei trei trebuie să-i respingă atacurile, ca și când n-ar avea destulă treabă în ipostaza de tineri liceeni? Nici măcar nu se poate spune cu exactitate care misiune e mai grea: să treacă drept pământeni sau să lupte cu extratereștrii. Oricum, cei trei sunt mereu împreună și se susțin unul pe celălalt. Mai ales când vine vorba de luptă: doar împreună pot activa un sistem extraordinar de puternic, numit Titanul simbionic, care îi poate scoate din orice încurcătură.
Există însă și momente când nu reușeșc să se întâlnească peantru a forma Tianul, iar atunci începe nebunia!

## Personaje
- Lance

Soldat de elită trimis de pe Galaluna s-o protejeze pe Prințesa Ilana, Lance nu face totdeauna ce i se spune, însă compensează prin calitățile excepționale de luptător. Pe Pământ, aerul lui de pierde-vară și siguranța sa de sine fac din Lance unul din cei mai populari băieți din școală.
- Ilana

Moștenitoarea tronului planetei Galaluna, Ilana are dificultăți să se adapteze la viața de adolescentă obișnuită aici, pe Pământ. E isteață, plină de compasiune și prietenoasă, dar își enervează adesea colegii prin realizările sale de excepție și obiceiurile neobișnuite.
- Newton

Dincolo de aspectul lui durduliu, de tocilar, Newton e de fapt o hologramă folosită de Octus să se deghizeze când se duce la Liceul Sherman cu Lance și Ilana. Tăcut, politicos și incredibil de isteț, Newton e fascinat și în același timp derutat de obiceiurile pământenilor.
- Octus

Octus este un robot bio-cibernetic extraordinar de pe Galaluna. Prima sa prioritate este s-o protejeze pe Ilana, și în acest scop are la dispoziție multe sisteme defensive. Când trebuie să interacționeze cu oamenii el folosește holograme pentru a arăta ca Newton sau Tata.
- Generalul Modul

Odinioară erou de război, Generalul Modul a trecut din motive misterioase de partea răului, folosind monștri Mutardi pentru a-l detrona pe Regele Galalunei. Hotărât s-o găsească acum pe Prințesa Ilana, moștenitoarea tronului, Modula continuă să trimită monștri înfricoșători prin portalul spațial.
- Solomon

Solomon e misteriosul lider al Grupului Gardienilor Galactici, o organizație independentă care protejează Pământul de amenințările extraterestre. Grupul, cunoscut și drept G3, consideră că atât Titanul simbionic cât și monștrii uriași cu care acesta se luptă sunt amenințări potențiale.